# Tebaida leonesa
Se conoce como Tebaida leonesa, también denominada Tebaida berciana, a una zona declarada «paisaje pintoresco», según el Real Decreto 1244/1969, posteriormente reconocida como Bien de Interés Cultural, situada en el municipio español de Ponferrada, comarca del Bierzo, provincia de León. Dicha zona abarca los términos de las localidades de San Pedro de Montes y Peñalba de Santiago, y en ella se establecieron, a partir del siglo IV, numerosos de los primeros ermitaños cristianos buscando el retiro para dedicarse a la oración y la meditación.
En 2015 se propuso que una zona más amplia, denominada Tebaida berciana, se postulase como candidata a Patrimonio de la Humanidad. Dicha proposición fue aprobada por unanimidad por el pleno del Ayuntamiento de Ponferrada, por el Pleno del Consejo Comarcal de El Bierzo y por el Pleno de la Diputación Provincial de León. La actualización y ampliación del Bien de Interés Cultural se está tramitando desde 2016.
El nombre «Tebaida» proviene de la comparación con la zona geográfica del Alto Egipto donde, junto con Siria y Capadocia, surgió la tradición cenobítica oriental, y fue descrito por el Padre Flórez en su obra España Sagrada en la que, refiriéndose a El Bierzo dice textualmente:

Ninguno mejor puede competir con la Tebayda y con los más Santos Desiertos de Palestina. La multitud de Santuarios la santidad de Eremitorios, los muchos Anacoretas, los Monges que sobresalieron en victorias del mundo, solo podrá contarlos el que sabe las estrellas del Cielo.

## Geografía

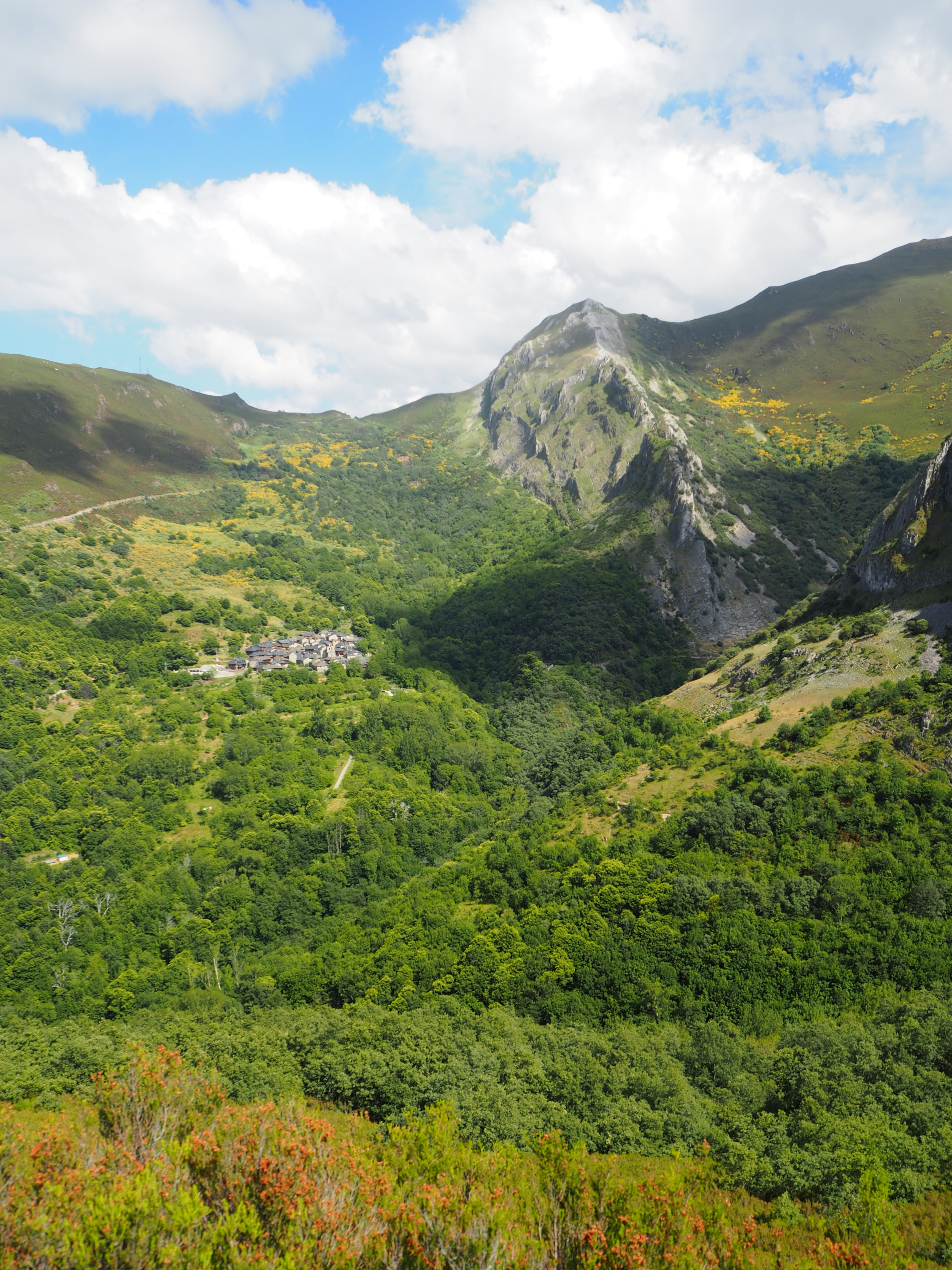
Valle del Silencio, lugar de retiro de los monjes eremitas

La Tebaida leonesa, según se recoge en el BIC de 1969, está formada por las localidades de Peñalba de Santiago y Montes de Valdueza.
El uso del término tal y como propone la actualización y ampliación del BIC que se está tramitando desde 2016 abarca todos los pueblos del valle del Oza, así como los valles de Compludo y el entorno de Los Barrios de Salas:
- San Clemente de Valdueza
- San Cristóbal de Valdueza
- San Esteban de Valdueza
- Manzanedo de Valdueza
- San Adrián de Valdueza
- Santa Lucía de Valdueza
- Villanueva de Valdueza
- Valdefrancos
- Ferradillo
- Bouzas
- Compludo
- Espinoso de Compludo
- Palacios de Compludo
- Carracedo de Compludo
- Salas de los Barrios
- Lombillo de Los Barrios
- Villar de los Barrios
- Otero

## Historia

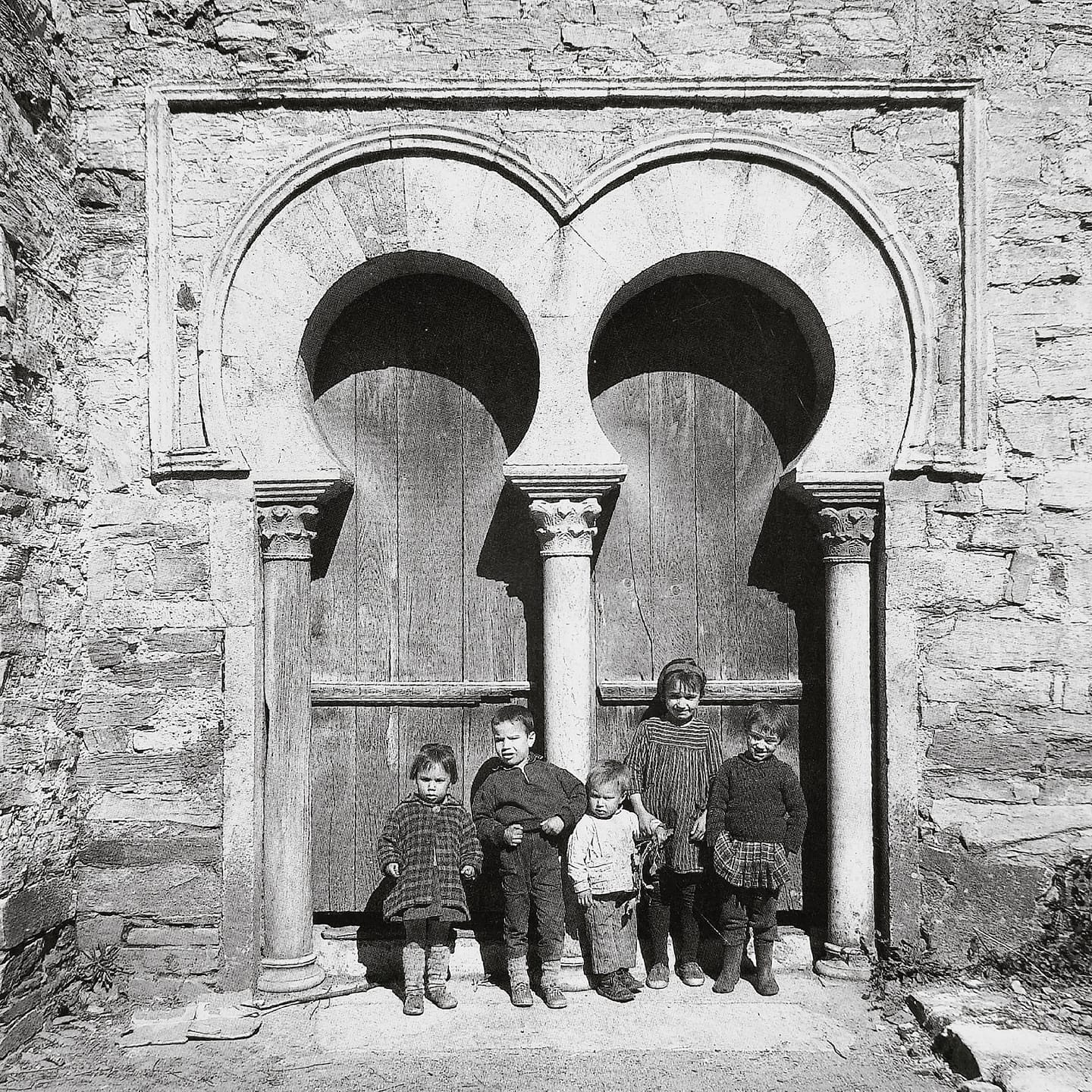
Arcos de herradura del templo mozárabe de Santiago de Peñalba

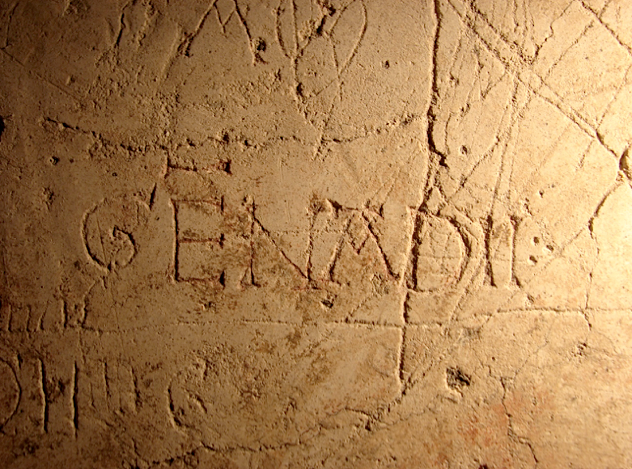
Grafito medieval en referencia a San Genadio

Los orígenes del monacato en el noroeste de la península ibérica tienen como protagonista a la figura del noble godo San Fructuoso, que impulsa la creación de monasterios y cenobios en el siglo VII, tanto en el Bierzo como en la Ribeira Sacra, hasta finalmente llegar a ser obispo de Braga. De igual manera que en la Ribeira Sacra, las características geográficas de un lugar tan aislado como los montes Aquilianos propiciaron la llegada de eremitas y monjes anacoretas, que buscaban el aislamiento y la desconexión divina. Este fenómeno eremítico es uno de los mayores enigmas religiosos de la historia y cultura medievales en la península. Desde la llegada de san Fructuoso y hasta pasada la invasión musulmana en el siglo X, los ermitaños fueron llegando a estas montañas de modo masivo, poseídos por una fiebre mística colectiva, sólo comparable con la que sufrió la Tebaida egipcia dos siglos antes.    
A su llegada a los montes Aquilianos, San Fructuoso creó un nuevo modelo de vida monástica fundando el monasterio de Compludo, del que apenas quedan restos. Una vez organizado el monasterio de Compludo, al que los grandes señores ofrecían constantemente donaciones, Fructuoso decidió continuar con la vida cenobítica y solitaria buscando un nuevo lugar aún más agreste e inaccesible, en una cueva de la montaña Aquiana. Hasta el nuevo retiro le siguieron admiradores y discípulos que le obligaron al poco tiempo a levantar un nuevo monasterio: el llamado Rupianense, origen del monasterio de San Pedro de Montes. Conocemos la vida de San Fructuoso gracias a la obra de su discípulo Valerio del Bierzo, que adoptó la vida anacoreta y ascética de este y habitó en los mismos lugares, principalmente en San Pedro de Montes. Relató la vida de su maestro en la hagiografía Vita Sancti Fructuosi (Vida de san Fructuoso) y también fue autor de un tratado sobre la vida monacal, De génere monachorum (acerca del género monacal). 
Dos siglos después de las fundaciones de Fructuoso, una vez frenado el avance de la conquista musulmana y bajo la frágil protección de los primeros reinos cristianos, el valle del Silencio conocería una nueva etapa de esplendor gracias a la figura de San Genadio y sus sucesores. Nombrado obispo de Astorga, aunque ante todo era un eremita, Genadio llegaría a la Tebaida Berciana en el siglo X con la misión de repoblar la vida monástica, en decadencia tras la ocupación árabe. Se cuentan muchas leyendas sobre él, como la del unicornio que se encontró en el bosque y del que se dice que siempre le acompañaba, o la que explica el nombre del propio valle del Silencio: en una ocasión, estando en la cueva donde se solía retirar, el murmullo de un arroyo cercano le perturbaba en su meditación, así que con su oración logró cambiar el curso de las aguas para que no le molestasen más.

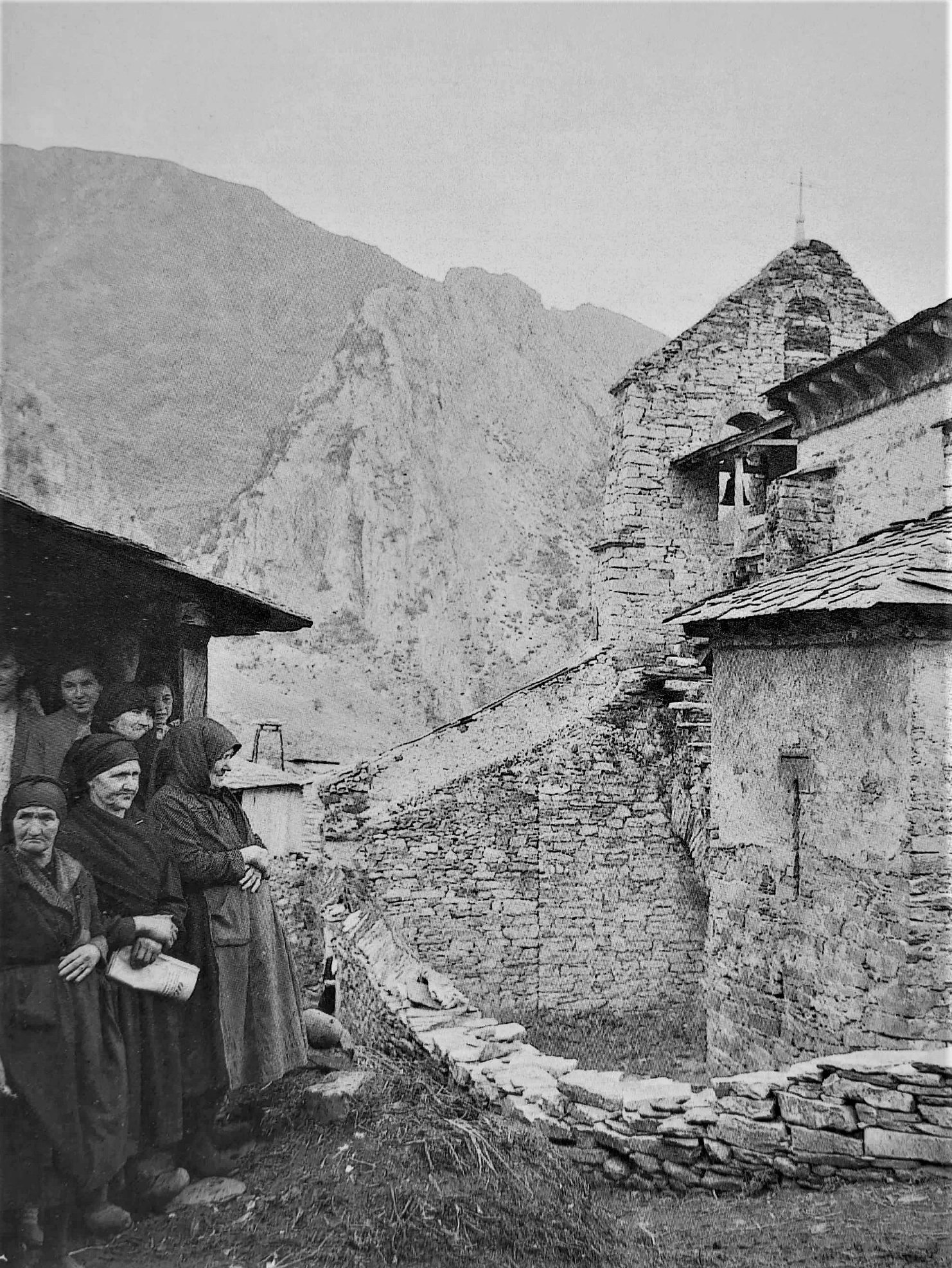
Peñalba de Santiago en 1951

Al margen de las leyendas, es un hecho histórico que San Genadio restauró el monasterio de Montes y fundó un monasterio en Peñalba dedicado a la memoria de Santiago apóstol. De esta fundación tan solo se conserva la iglesia de Santiago de Peñalba, pero es testimonio más que suficiente para hacernos una idea de la riqueza cultural y la variedad de influencias místicas que llegaron a cristalizar en la zona.
Los cristianos que conservaron su religión tras la conquista musulmana fueron llamados mozárabes (significa «los que adoptan las costumbres de los árabes»). Al principio gozaron de cierta permisividad y pudieron mantener sus cultos, pero la época de tolerancia pasaría pronto, y muchos de ellos huyeron hacia el norte, buscando protección en el territorio reconquistado. Es en este contexto histórico en el que se funda la iglesia de Santiago de Peñalba, con el trabajo de una colectividad cristiana arabizada de la que formaron parte excelentes maestros de obras, pintores y escultores procedentes de Al-Ándalus. A la vez que se construía esta iglesia, en el año 937, a ochocientos kilómetros de distancia el primer califa Abderramán III levantaba su ‘ciudad brillante’: Medina Azahara. Desde allí, maestros mozárabes llevarían a la Tebaida Berciana la influencia del Califato Cordobés.
Al abrigo del monasterio de Peñalba, y tras la desaparición del mismo, surgió la aldea de Peñalba de Santiago. Hoy representa, junto a la aldea vecina de Montes de Valdueza, uno de los mejores ejemplos de la arquitectura rural de la montaña del Bierzo: un entorno testigo de los orígenes del cristianismo y del monacato español.

## Bien de Interés Cultural

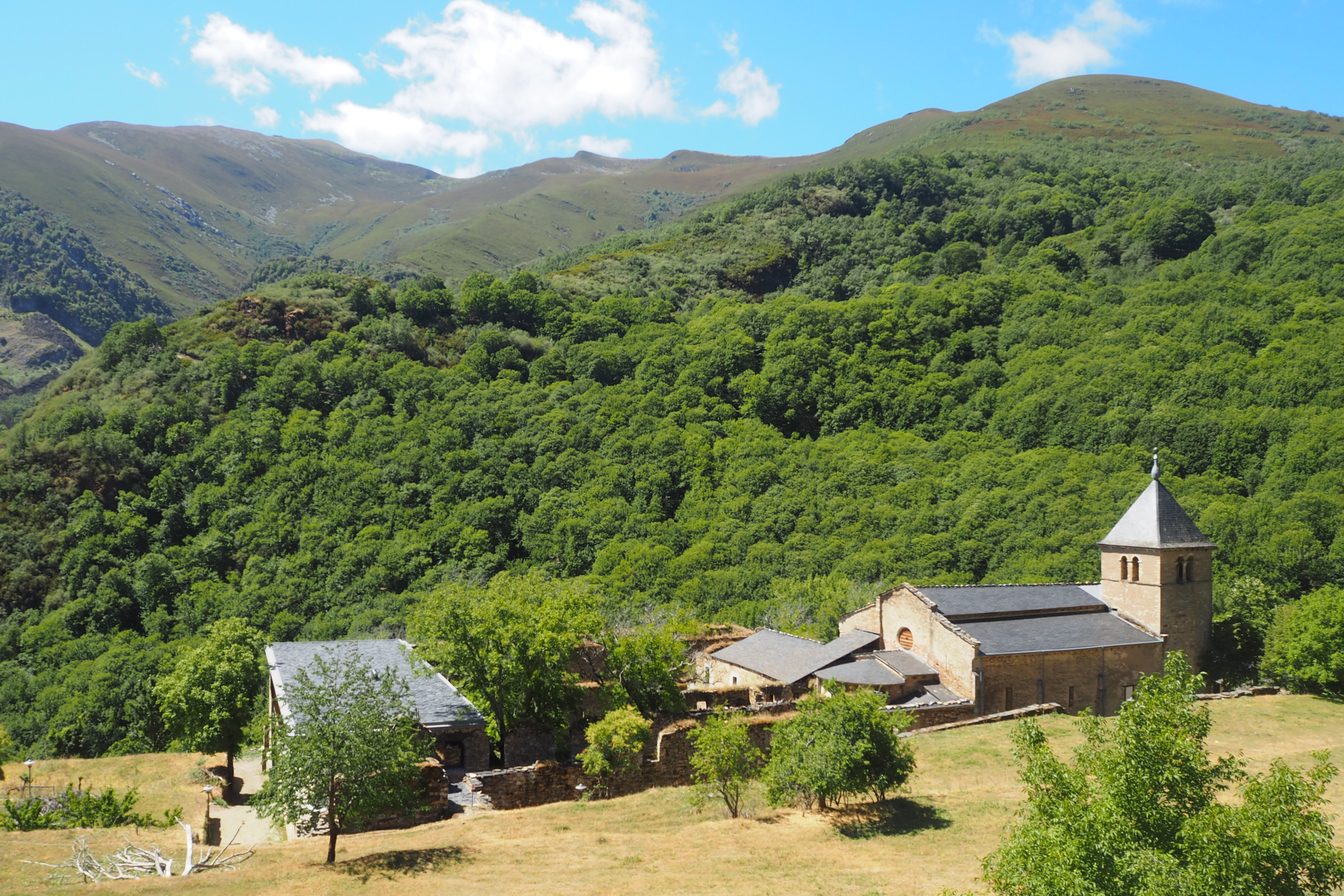
Monasterio de San Pedro de Montes, fundado por San Fructuoso

Según el Real Decreto 1244/1969 se declaró «paisaje pintoresco» a la llamada «Tebaida Leonesa». Posteriormente ha sido incluido en el catálogo de Bienes Inmuebles de Interés Cultural como «Sitio histórico».

La llamada «Tebaida Leonesa» es una zona privilegiada de la comarca del Bierzo tanto por su belleza natural como por sus valores históricos y artísticos. Enclavada en el Ayuntamiento de San Esteban de Valdueza, en la cuenca del río Oza, abarca los términos de las Entidades Menores de San Pedro de Montes y Santiago de Peñalba. Los picos de la Peña del Águila, Fuentefría, El Collado, La Guiana, El Tesón, La Portillina, Alto de las Bardianas, Silla de la Yegua, el Corón y Anubleras forman el recinto, natural en que se asentaron desde tiempos remotos la historia y el arte. En estos lugares levantaron los primeros astures uno de sus castros. En el Valle del Silencio, de una impresionante grandeza, creó San Fructuoso en el siglo VII un núcleo cultural al que acudieron anacoretas de los centros donde más brillante y esplendoroso era el saber visigótico isidoriano: la Bética, Toledo, Mérida... Fundó el santo leonés Compludo o Cómpluto, rodeado por otros santuarios o cenobios, repartidos por la región. Más tarde llegó allí San Valerio, el recio escritor visigodo, qué restauró ruinas y edificó capil1as, y luego San Genadio, el Obispo astorgano, fundador de una comunidad que vivió floreciente hasta la exclaustración del siglo pasado. Fruto de todo ello es el templo románico de San Pedro, del siglo XIII, y el de Santiago, del año novecientos trece, ejemplar mozárabe que ha llegado intacto hasta nuestros días y que constituye una de las joyas más valiosas del tesoro artístico español.
La paz y el sosiego de estos valles angostos, cubiertos de árboles seculares y de evocadoras ruinas de los monasterios del medievo, hacen de este lugar un singular paraje de tradición y arte que debe ser conservado en su primitiva belleza, preservándole, mediante la pertinente declaración, de oportunistas alteraciones que pudieran perjudicarle.
Boletín Oficial del Estado

## Patrimonio
A mayores del valor histórico de la arquitectura rural conservada en sus pueblos, así como de su importancia como reserva natural en El Bierzo, los principales elementos del patrimonio cultural de la Tebaida berciana son:
- Iglesia mozárabe de Santiago de Peñalba
- Monasterio de San Pedro de Montes
- Ermita de Santa Cruz de Montes de Valdueza
- Ermita de la Guiana, en la montaña Aquiana
- Iglesia de Santa María de Vizbayo
- Canales romanos de las Médulas
- Herrería de Compludo, fragua medieval
- Herrería de San Pedro de Montes (ruinas)
- Cueva de San Genadio, en el valle del Silencio
- Iglesia de San Pedro de Villarino